# Fred Flintstone
Fred Flintstone este personajul principal al seriei de desene animate Familia Flintstone. Fred Flintstone este un funcționar, om al cavernelor și singurul care aduce bani în casă în familia Flintstone.

## Despre personaj
Fred Flintstone o iubește pe Wilma, pe Pebbles și popicele, deși asta nu este neapărat ordinea priorităților. Repetând într-una celebrul lui „Yabba-Dabb-Doo!”, Fred Flintstone dă mereu de bucluc împreună cu cel mai bun prieten al său, Barney; și, de obicei, Wilma este cea care trebuie să salveze situația. Porecla lui Fred când joacă popice este „Degețelesprintene”, iar capul familiei Flintstone are obiceiul de a da cu bâta în baltă!

## Voci

### În română
- Daniel Vulcu (episoadele 1-32, 34-36, 38-41, 43, 44, 47-50, 52-61, 70, 71, 77, 78, 86, 87, 94-97, 100-104, 106, 108, 111, 118-123, 125-135, 137-140 din serialul Familia Flintstone, filmele: Omul numit Flintstone, Familiile Jetson și Flintstone și Familia Flintstone: Eu Yabba-Dabba Do!)
- Doru Presecan (episoadele 33, 37, 42, 45, 46, 51, 62-69, 72-76, 79-85, 88-93, 98, 99, 105, 107, 109, 110, 112-117, 124, 136 din serialul Familia Flintstone)
- Ion Ruscuț (un episod din Familia Jetson)